# Hayley Tullett
Hayley Parry-Tullett, valižanska atletinja, * 17. februar 1973, Swansea, Wales, Združeno kraljestvo.
Nastopila je na poletnih olimpijskih igrah v letih 2000 in 2004, leta 2000 je dosegla enajsto mesto v teku na 1500 m. Na svetovnih prvenstvih je osvojila bronasto medaljo v isti disciplini leta 2003, na igrah Skupnosti narodov pa srebrno in bronasto medaljo.